# Étang de Soustons
Ne doit pas être confondu avec le lac des Settons.
L'étang de Soustons se situe sur les communes de Soustons et d'Azur, dans le département français des Landes.

## Présentation
L'étang de Soustons reçoit les eaux de l'étang de Hardy par l'intermédiaire du ruisseau de Hardy et du ruisseau de Magescq. Il déverse ses eaux dans le courant de Soustons, petit fleuve côtier qui se jette dans l'océan Atlantique.

## Intérêt écologique
En France métropolitaine, les zones humides couvrent 3 % du territoire mais hébergent un tiers des espèces végétales remarquables ou menacées, la moitié des espèces d'oiseaux et la totalité des amphibiens et poissons d'eau douce. Ce sont des lieux d'abri, de nourrissage et de reproduction pour de nombreuses espèces, indispensables à la reproduction des batraciens. Elles constituent des étapes migratoires, des lieux de reproduction et d'hivernage pour de nombreuses espèces d'oiseaux. Le rôle écologique des zones humides dans les Landes y est d'autant plus important que la majorité d’entre elles ont disparu à la suite des grands travaux d’assèchement entrepris sous Napoléon III dans le cadre de la loi du 19 juin 1857.

### Classement
L'étang de Soustons est un site naturel classé par l'arrêté ministériel du 13 juin 1968. Ce premier classement ne concerne que la partie en eau et l'îlot. En raison de la forte pression urbaine à laquelle elles sont soumises, et afin de leur conserver leur caractère naturel, les rives de l'étang  sont classées par le décret du Conseil d'État le 2 février 1979.
L'étang est constitutif du site Natura 2000 « Zones humides de l'arrière dune du Marensin ».